# Acrodontis tsinlingensis
Acrodontis tsinlingensis är en fjärilsart som beskrevs av Rudolf Beyer 1958. Acrodontis tsinlingensis ingår i släktet Acrodontis och familjen mätare. Inga underarter finns listade i Catalogue of Life.